# Ștefan Blănaru
Ștefan Miluță Blănaru (Moldova Nouă, 20 febbraio 1989) è un calciatore rumeno, attaccante dell'Unirea Alba Iulia.

## Carriera
Ha giocato nella prima divisione rumena.